# 小行星18084
小行星18084（18084 Adamwohl）是一颗绕太阳运转的小行星，为主小行星带小行星。该小行星于2000年4月29日发现。

## 轨道参数
小行星18084的轨道半长轴为2.4423840 UA，离心率为0.143。